# لانگن دورف
لانگن دورف (به آلمانی: Langendorf, Lower Saxony) یک شهر در آلمان است که در نیدرزاکسن واقع شده‌است.

## خصوصیات
لانگن دورف ۴۰٫۸۷ کیلومترمربع مساحت دارد ۲۳ متر بالاتر از سطح دریا واقع شده‌است.